# Cornelis Visser (biljarter)
Cornelis Hendrik Visser (Nieuwer-Amstel, 10 mei 1885 – Bloemendaal, 15 mei 1949) was een Nederlands biljarter. Hij nam in seizoen 1933–1934 deel aan het nationale kampioenschap driebanden in de ereklasse.

## Deelname aan Nederlandse kampioenschappen in de Ereklasse
| Nr. | Kampioenschap        | Plaats  | Klassering | Alg. gemiddelde |
| --- | -------------------- | ------- | ---------- | --------------- |
| 1.  | Driebanden 1933–1934 | Haarlem | 4e         | 0,496           |